# Empis acinerea
Empis acinerea är en tvåvingeart som beskrevs av Chvala 1985. Empis acinerea ingår i släktet Empis och familjen dansflugor. Arten är reproducerande i Sverige. Inga underarter finns listade i Catalogue of Life.